# Luis Arrieta
Luis Eduardo Arrieta (Concordia, 8 marzo 1914 – 9 luglio 1972) è stato un calciatore argentino, di ruolo attaccante.

## Carriera

### Club
Crebbe nella squadra della sua città ma diverrà il centravanti più prolifico nella storia del Lanús con la cui maglia ha vinto, a pari merito con altri 2 giocatori, il titolo di capocannoniere del campionato argentino del 1943. È ancora oggi ricordato per aver segnato 5 gol all'Estudiantes il 2 giugno 1940.

### Nazionale
Debuttò in Nazionale nel 1939 e vinse il Campeonato Sudamericano de Football del 1941.

## Palmarès

### Nazionale
- Campeonato Sudamericano de Football: 1

Cile 1941

### Individuale
- Capocannoniere del campionato argentino: 1

1943 (23 reti)